# Nissan Murano (второе поколение)
Nissan Murano второго поколения (яп. 日産・ムラーノ Z51型 Мура:но; код кузова Z51) — среднеразмерный кроссовер японской компании Nissan, входящей в альянс Renault—Nissan. Выпускался с 2007 по 2016 год на заводах в Японии (посёлок Канда) и в России (Санкт-Петербург). В модельном ряду автомобиль сменил модель первого поколения и был заменён моделью третьего поколения.

## История

### Северная Америка
Первая закрытая презентация автомобиля состоялась 23 октября 2007 года в Токио. На неё удалось попасть редакторам британского журнала Car, однако из-за закрытого характера презентации новость на сайте журнала обошлась без фотографий. Официальные же фотографии модели вместе с её основными характеристиками были загружены в сеть 31 октября 2007 года. Презентация новой модели состоялась в середине ноября 2007 года на автосалоне в Лос-Анджелесе как автомобиль 2009 модельного года (при этом был пропущен 2008 модельный год, так как предыдущая модель выпускалась вплоть до 2007 модельного года). Сборка модели осуществлялась на японском предприятии Nissan Shatai, расположенном в посёлке Канда на острове Кюсю.